# Кира (град)
Кира је град у дистрикту Вакисо, у Централном региону Уганде. Он је други највећи град у земљи по броју становника.

## Локација
Кира се граничи са дистриктом Гајаза на северу, Муконо на истоку, са језером Укереве на југу, са дистриктом Кампала на западу и Касангати на северозападу. 16 километара североисточно од града налази се највећи и главни град Уганде, Кампала.

## Администрација
Кира је подељена на шест административних парохија:
- Бвејогерере
- Кимвани
- Кира
- Кирека
- Киринија
- Кијаливајала

## Туристичке атракције

### Базилика Мученика Угандских
За више информација погледати:Базилика Мученика Угандских
Католичка базилика посвећена Угандским мученицима налази се у Намугонгу у парохији Кијаливајала, где је већина мученика Уганских спаљено по налогу Секабака Мванга II крајем 19. века. Англикански храм који управља Угандском црквом налази се на око 5 километара источно од католичке базилике, на месту где је друга група мученика убијена.

### Кабакова палата
Кабакова палата је палата у Кирека брдима у парохији Кирека. Ову палату је одржавао кабака Роналд Мувенда Мутеби II и набагерека Силвија Нагинда.

### Национални стадион Мандела
Национални стадион Мандела је највећи стадион у Уганди са капацитетом од 45.202 људи. Налази се у Намбулу у административној парохији Бвејогерере.

## Становништво
Кира је највећа градска општина у Уганди по броју становника. Кира је други највећи урбани центар Уганде, после Кампале.
Становништво Кире је порасло релативно великом брзином у односну на државни просек током поледње деценије. Брзина раста становништва се може преписати близини града Кампале.

### Попис2002
У попису из 2002. године процењује се да је Кира имала 140.774 становника, од којих мушкарци чине 48%, а жене 52%. Према попису из 2002. године у парохијама су забележени следећи подаци. 
| Ранг | Парохија     | Мушкарци | Жене   | Укупно  | У процентима (%) |
| ---- | ------------ | -------- | ------ | ------- | ---------------- |
| 1    | Бвејогерере  | 17,547   | 20,094 | 37,641  | 26.7             |
| 2    | Кимвани      | 3,541    | 3,267  | 6,808   | 4.8              |
| 3    | Кира         | 5,687    | 5,265  | 10,952  | 7.8              |
| 4    | Кирека       | 25,281   | 28,728 | 54,008  | 38.4             |
| 5    | Киринија     | 7,322    | 7,892  | 15,214  | 10.8             |
| 6    | Кијаливајала | 7,844    | 8,302  | 16,151  | 11.5             |
| 7    | Укупно       | 67,222   | 73,548 | 140,774 | 100              |

### Попис у2010и2011
Завод за статистику Уганде је проценио да је градско становништво 2010. године износило 172.300 становника, а његово становништво средином 2011. године било 179.800 становника, међутим урбанисти оцењују да је становништво 2010. године било око 300.000.

### Попис2014
Према попису становништва у августу 2014. године Кира је имала 313.761 становника.

## Познати људи
- Артур Серванга - професор, рачуновођа, предузетник и академски администратор. Био је канцелар Универтитета Мутеса I Ројал.
- Хаким Сендагире - професор, лекар, мокробиолог и академски администратор. Декан медицинског факултета Хабиб.